# Branko Mikulić
Branko Mikulić, bosansko-hrvaški politik in komunist, * 10. junij 1928, Bugojno, † 12. april 1994, Sarajevo.

## Biografija
Mikulić je bil kot bosanskohercegovski Hrvat in ekonomist, šolan v Zagrebu, eden vodilnih politikov SR BiH in tudi SFRJ. V letih 1967-69 je bil predsednik izvršnega sveta Skupščine SR BiH, od 1969 do 1978 predsednik CK Zveze komunistov BiH, nato pa je postal prvi predsednik Predsedstva Zveze komunistov Jugoslavije (takrat še kot Titov namestnik) med 19. oktobrom 1978 in 23. oktobrom 1979. Bil je predsednik Predsedstva SR Bosne in Hercegovine med aprilom 1982 in aprilom 1983, nato član predsedstva SFRJ iz Bosne in Hercegovine ter nazadnje predsednik zvezne vlade (Zvezni izvršni svet) od 15. maja 1986; konec leta 1988 je odstopil, vendar ostal formalno na tem položaju še do 16. marca 1989, ko je bil izvoljen njegov naslednik Ante Marković.